# 范愛
范愛（1500年—？年），字體仁，號海村，大寧都司營州中屯衛（在平谷縣）軍籍，山東汶上縣人，明朝政治人物。

## 生平
嘉靖元年（1522年）壬午科順天府鄉試第一百二十六名舉人，嘉靖十一年（1532年）壬辰科會試第三百一名，廷試三甲第一百八十八名進士。觀工部政，授滑縣知縣，升廣德州知州，擢刑部员外郎，官至贵州佥事。十九年贬汝州同知。

## 家族
曾祖范錦，祖范清，父范山，母袁氏。永感下，妻鞏氏，兄璋，弟純。子范逢春。